# Elaphoglossum moorei
Elaphoglossum moorei är en träjonväxtart som först beskrevs av E. Britt., och fick sitt nu gällande namn av Christ. Elaphoglossum moorei ingår i släktet Elaphoglossum och familjen Dryopteridaceae. Inga underarter finns listade.